# Thomas Strickland (2e baronnet)
Thomas Strickland, 2e baronnet (vers 1639 - 20 novembre 1684) est un homme politique anglais qui siège à la Chambre des communes en 1659.

## Biographie

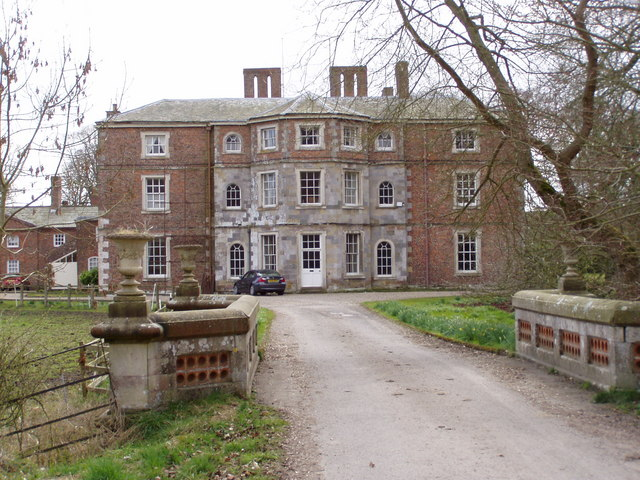
Boynton Hall - siège des baronnets de Strickland

Strickland est le fils de William Strickland (1er baronnet) de Boynton, le Yorkshire de l'Est, et de sa seconde épouse Frances Finch, fille de Thomas Finch (2e comte de Winchilsea). En 1659, il est élu député de Beverley et de Hedon au troisième parlement du protectorat et choisit de siéger pour Beverley. Il hérite du titre de baronnet et de Boynton Hall à la mort de son père en 1673.
Strickland épouse Elizabeth Pile, fille de Francis Pile, 2e baronnet de Compton Beauchamp, Berkshire, le 19 novembre 1659. Ils ont dix enfants :
- Jane Strickland (décédée en 1662)
- Elizabeth Strickland (décédée en 1664)
- William Strickland (3e baronnet) (1665–1724)
- Walter Strickland (1667-1730)
- Frances Strickland, qui épouse Sir Richard Osbaldeston en 1679
- Thomas Strickland (né en 1669, mort jeune)
- Anne Strickland, qui épouse John Smith, député, président de la Chambre des communes et chancelier de l'Échiquier
- Amiral Charles Strickland (1672–1724)
- Nathaniel Strickland
- Frances Strickland